# クーパー・スクエア
座標: 北緯40度43分43秒 西経73度59分26秒 / 北緯40.72861度 西経73.99056度

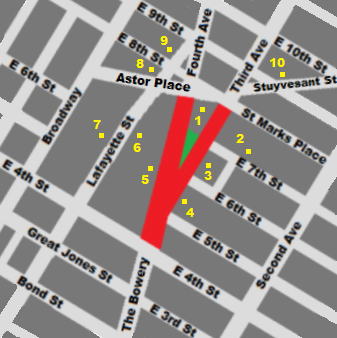
クーパー・スクエア（赤色部分）と周辺の見所を記した地図：
1. クーパー・ユニオン基金ビル (en)
2. マクソリーズ・オールド・エール・ハウス (en)
3. クーパー・ユニオン・ニュー・アカデミック・ビル (en)
4. クーパー・スクエア・ホテル (en)
5. ヴィレッジ・ヴォイス (en)
6. パブリック・シアター (en)（アスター・ライブラリ (en)）
7. コロネード・ロウ (en) / アスター・プレイス・シアター (en)（ブルーマン・グループ）
8. クリントン・ホール (Clinton Hall)（アスター・オペラ・ハウス (en) 跡地）
9. Kマート (en)（ワナメーカー・デパート別館 (en)）
10. ハミルトン・フィッシュ・ハウス (en)

クーパー・スクエア (Cooper Square) はニューヨーク市ロウワー・マンハッタンを走る通りの分岐合流点である。南をバワリー、西および南西をノーホー、西および北西をグリニッジ・ヴィレッジ、北および東をイースト・ヴィレッジ、南東をロウアー・イースト・サイドに囲まれた地点に位置する。

## 概要
クーパー・スクエアは、バワリーが東4丁目と交差する地点から始まり、東5丁目と6丁目の間で二方向に分岐する。この二本の通りは、それぞれアスター・プレイスおよび東8丁目／セント・マークス・プレイスの地点まで、ともにクーパー・スクエアの住所が当てられている。その先は、西側の通りは4番街、東側の通りは3番街となる
バワリー、3番街、および二本のクーパー・スクエアはすべて両方向通行の通りなので、その交差点はの交通の流れは複雑になっており、歩行者の横断がとても難しくなっている。特に、ここは市の当局承認のトラック通行可能道路であることが危険要因となっている。そこで、ニューヨーク市交通局 (en) は、交通を"正常化"するために、このスクエアの中央にある公園を拡大し、このエリアに新しい地域公園を造園する計画を発表した。
1850年にこのスクエアは初めて公共空間として造設された。このとき、約0.5マイル北の2番街上に"ストイフェサント・スクエア" (en) がすでに存在しているにもかかわらず、当初は"ストイフェサント・スクエア" (Stuyvesant Square) という名前が付けられた。19世紀の実業家で篤志家であったピーター・クーパーの名前を取って、1883年の彼の死後、現在の名前に改められた。1853年、クーパーは科学と芸術の発展のためのクーパー・ユニオン (en) を創業した。この機関は、女性も含めて資格のあるものは皆、質の高い教育を無償で受けることができるべきであるという信条の下に設立された。これは当時としては非常に急進的な発想であった。そのため、一貫してすべての学生に授業料全額の奨学金を保証し続けている。このスクエアの北端に建つFrederick A. Peterson設計のクーパー・ユニオン基金ビル (en) は鉄骨を骨組みに採用したアメリカで現存する最古のビルである。1859年の開業以来、ずっと同じ場所に建ち続けているが、内装は1975年に大規模に改修が加えられている。これは、ただ近代化するだけでなく、当時は実現されることのなかったクーパーの計画、円柱形エレベーターの導入を実現するためでもあった。このビルの外装も1999年に改修が加えられた。
クーパー・ユニオン基金ビルのダウンタウン方面は小さな公園、クーパー・トライアングル (Cooper Triangle) となっている。ここにはピーター・クーパーの記念碑が建っている。この通りの向かいの、41 クーパー・スクエアには、この機関の最新のキャンパスビル、en:Morphosisのトム・メイン設計のニュー・アカデミック・ビル (en) が建っている。
ヴィレッジ・ヴォイスの本社や、グレース・チャーチ・スクール (en) およびカプランの教室が入っているビルがこのスクエアの西側に位置している。25 クーパー・スクエアに建つ、流線型で近代的な高層のクーパー・スクエア・ホテル (en) はこのエリアで最新のビルの一つである。

## ギャラリー

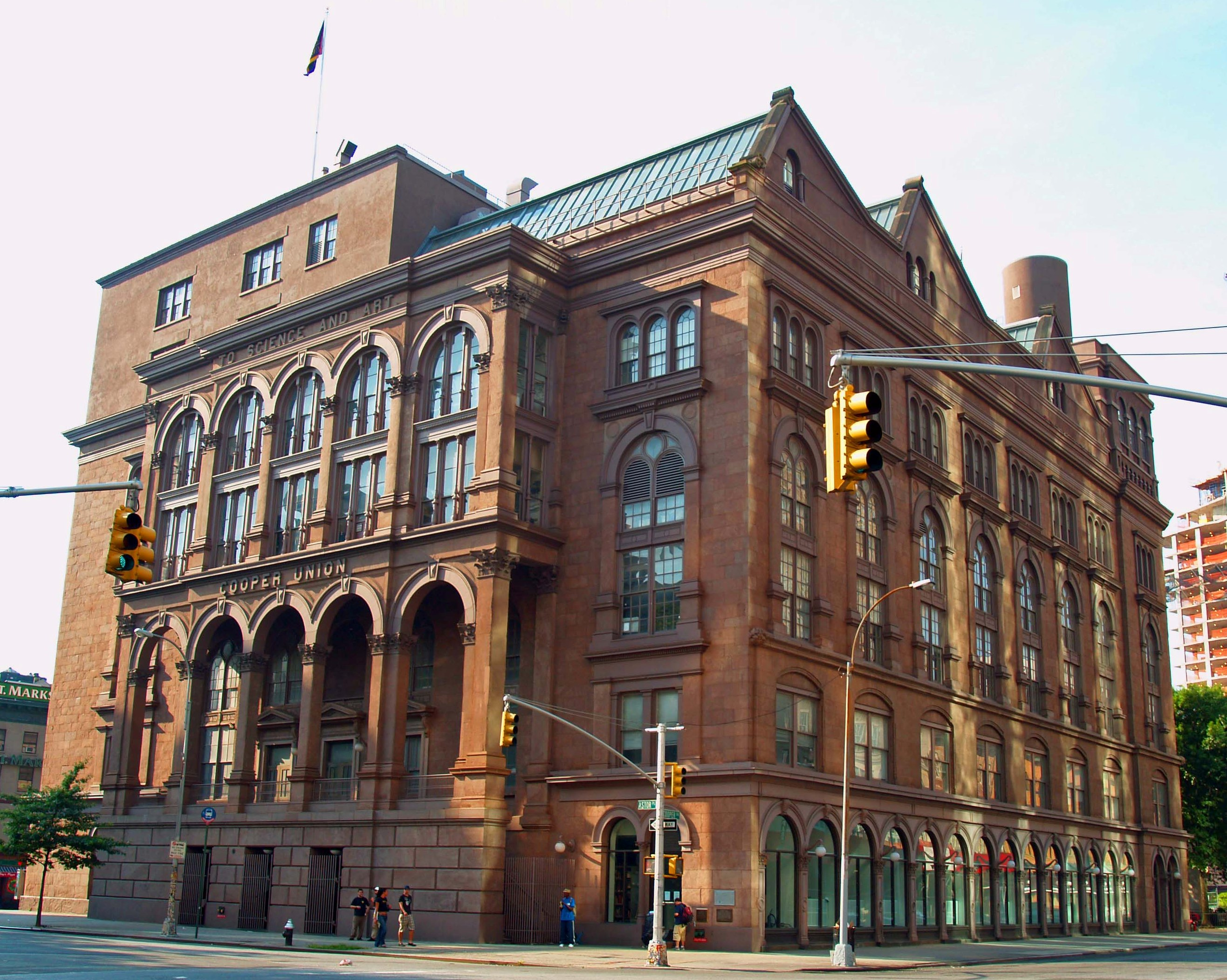
クーパー・ユニオン基金ビル (en) はこのスクエアの北端に1859年から建っている。
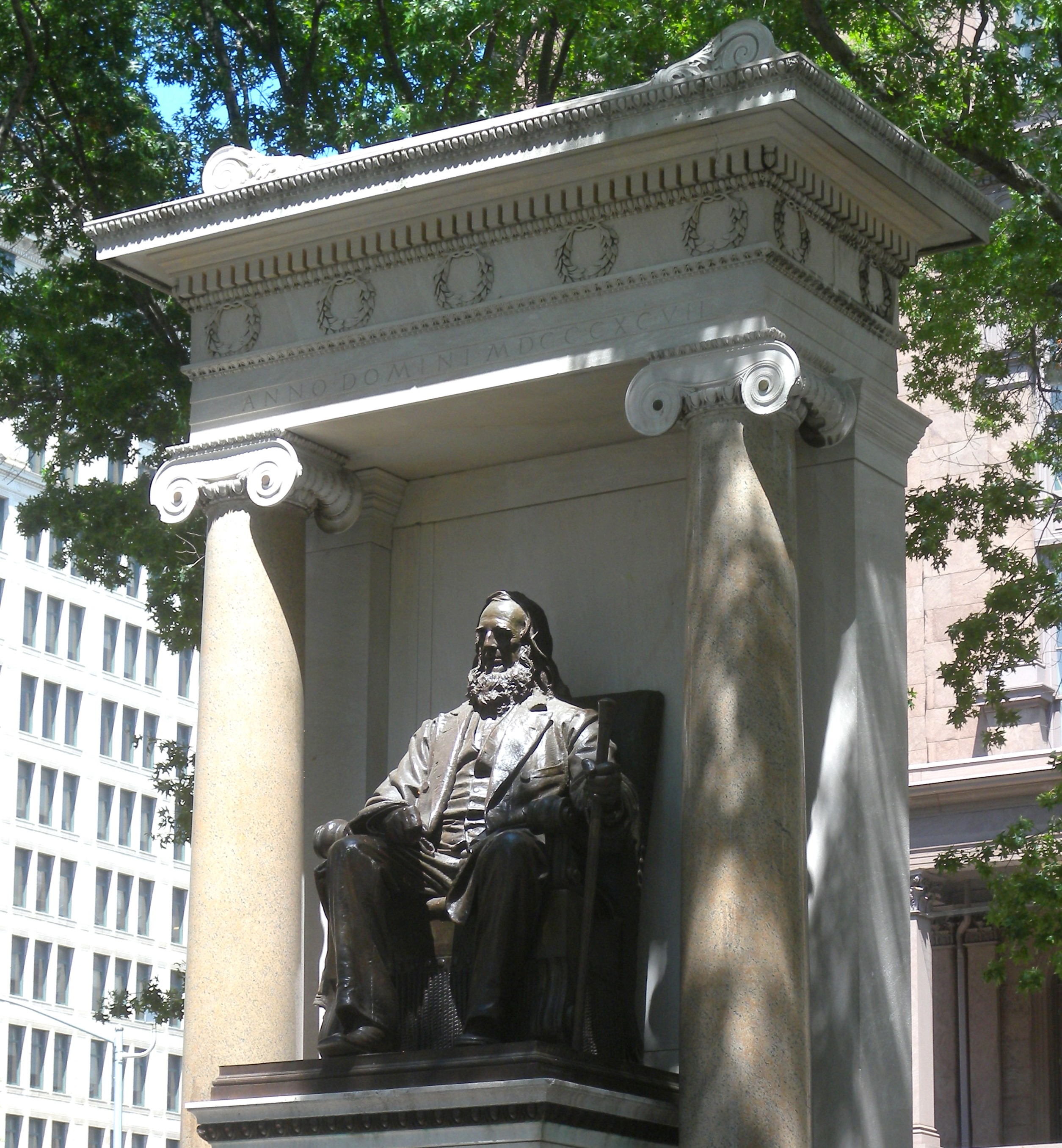
ピーター・クーパーの記念碑は基金ビルとクーパー・トライアングル公園の間に置かれている。
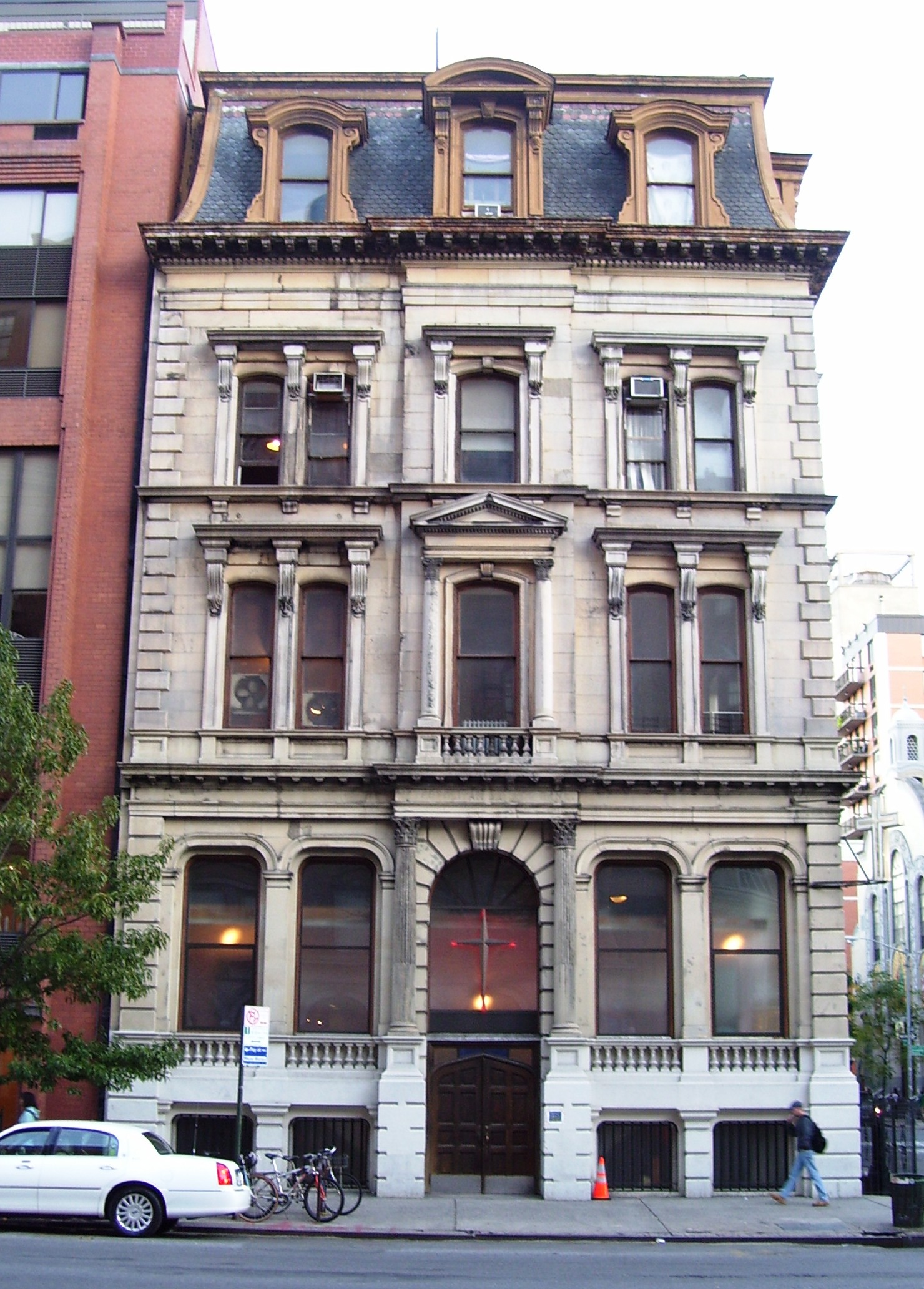
#61: このビルは1867年に銀行として建てられたが、1937年から教会となっている。1969年にニューヨーク市歴史建造物 (en) に登録された[17]。
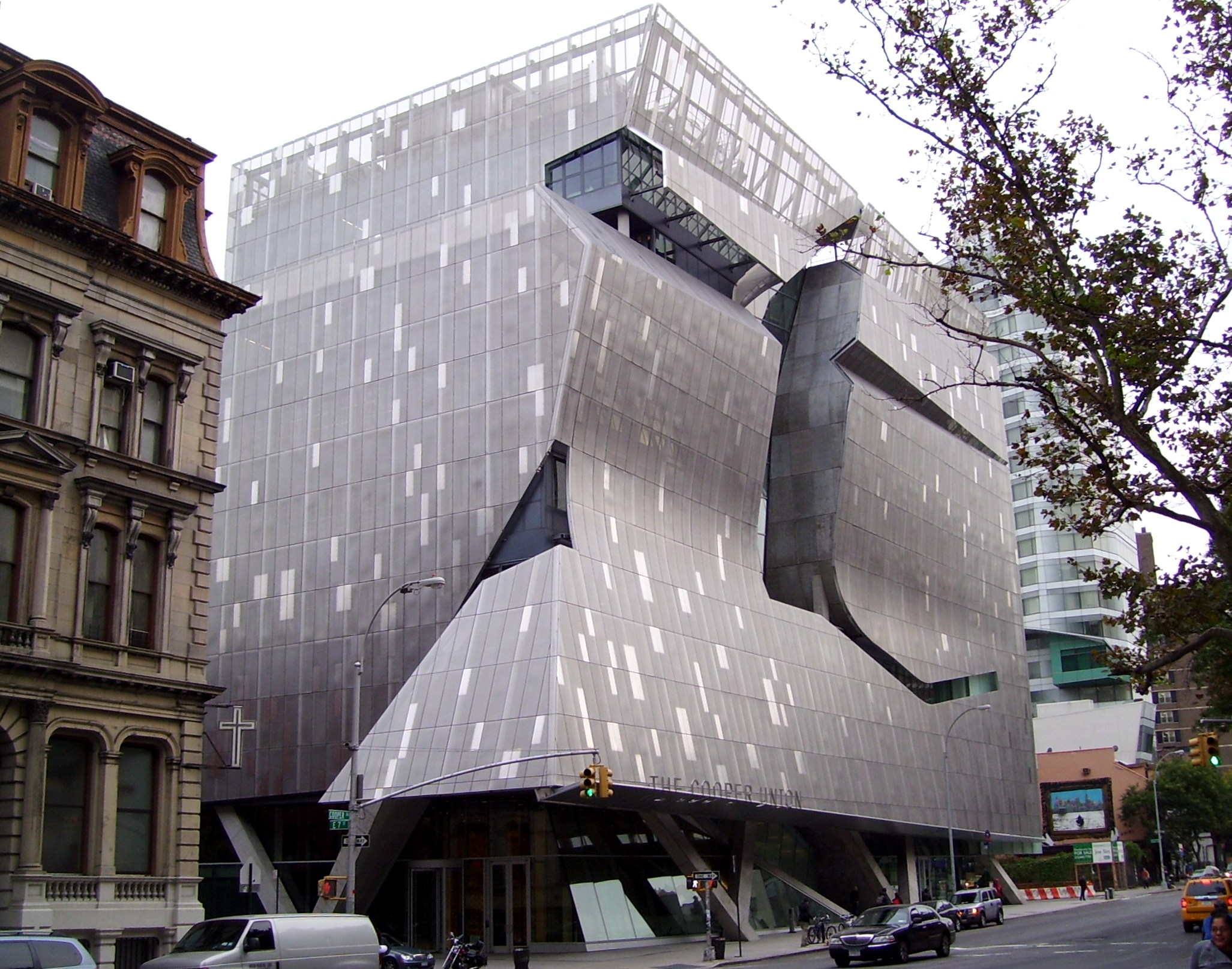
#41: トム・メイン設計のクーパー・ユニオン (en) のニュー・アカデミック・ビル (en) は2009年夏にオープンした。
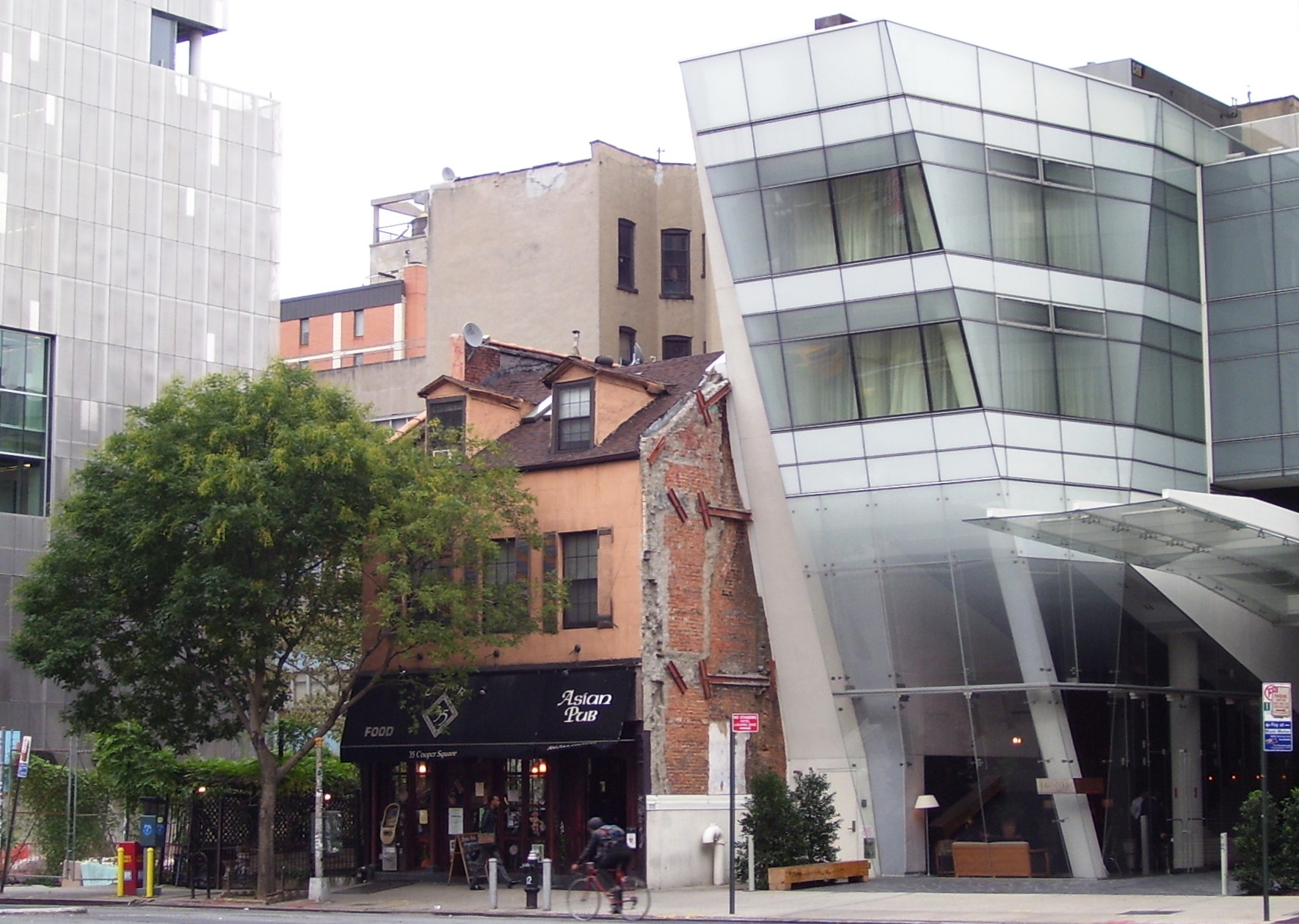
#35: 左の控えめなビルは19世紀にピーター・ストイフェサントのひ孫によって所有された[18]。このビルは再開発のために解体された。
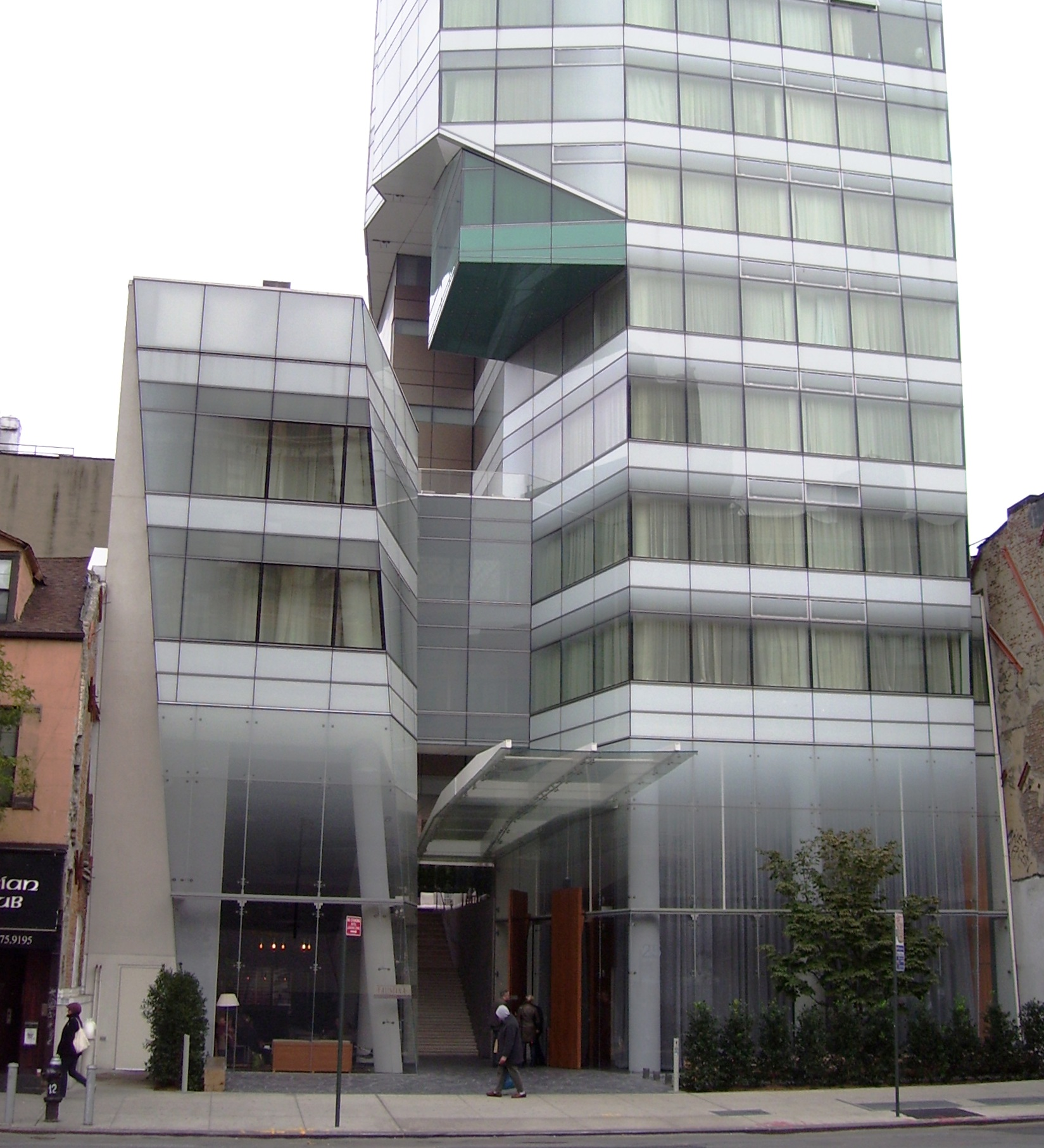
#25: 21階建ての超近代的で豪華なザ・スタンダード (en) はクーパー・スクエア・ホテルとして2008年にオープンした。
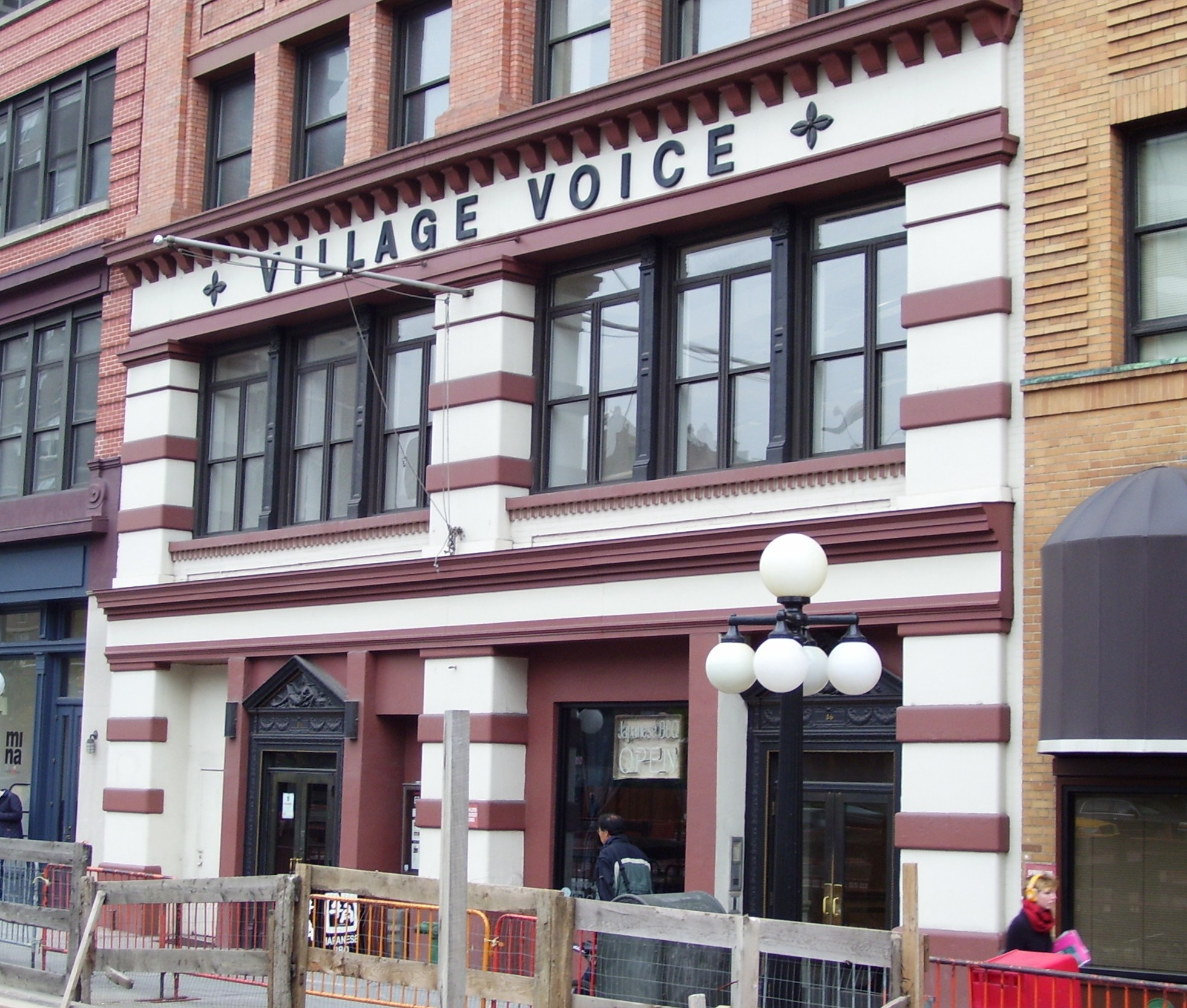
#36: 2012年12月現在、ザ・ヴィレッジ・ヴォイス (en) およびcurbed.comや9Threadsなどの電子出版社の本社ビルである。
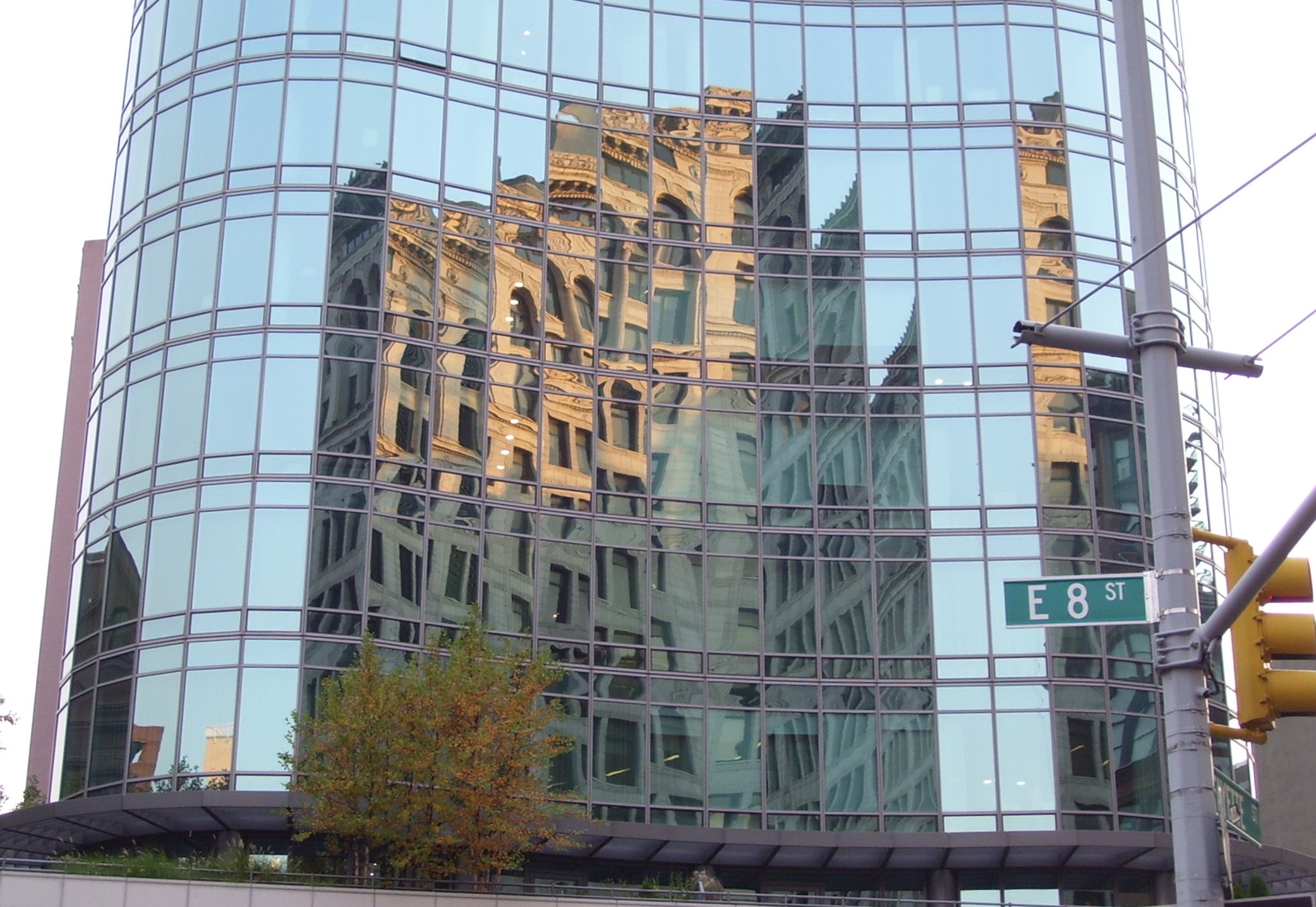
#72: このコンドミニアムはラファイエット・ストリート (en) 上の住所 (#445) となっているが、クーパー・スクエア上の住所も持っている (#72) 。このビルはチャールズ・グワスミー設計で、2004年に竣工した。